# آرش (آلبوم)
آرش نام اولین آلبوم استودیویی خواننذۀ ایرانی-سوئدی، آرش (نام کامل آرش لباف) است که در سال ۲۰۰۵ میلادی منتشر شد.
تک‌آهنگ‌های این آلبوم عبارتند از: ″تمپتیشن″، ″برو‌ برو″، ″آرش″، ″بمبی دریمس″ و ″موسیقی زبان من است″.

## فهرست ترانه‌ها
1. ″تیکه تیکه کردی″
2. ″یالا″
3. ″برو برو″
4. ″ای یار بگو″ (به همراهی ابی)
5. ″تمپتیشن″ (به همراهی ربکا)
6. ″آرش″ (به همراهی هلنا)
7. ″بمبی دریمس″ (به همراهی آنیلا و ربکا)
8. ″من و تو″
9. ″بس کن″ (به همراهی تیمبوکتو)
10. ″موسیقی زبان من است″ (به همراهی دی‌جی علی‌گیتور)
11. ″سلامتی″
12. ″بهناز″
13. ″برو برو″ (بالیوود کافه میکس)
14. ″تیکه تیکه کردی″ (پیامی لانگ میکس)